# 未来 (LEGOLGELの曲)
「未来」（みらい）は、LEGOLGELの3枚目のシングル。1999年6月2日にポリグラムから発売された。

## 概要
- 前作「Lose Heart」から2ヶ月後の発売となった[2]。
- ポリグラムから発売の最後のシングル。
- 「未来」は、NHK教育で放送されたテレビアニメ『コレクター・ユイ』の第1期エンディングテーマとして使用された[3]。
- 2曲ともアルバム未収録となっている。

## 収録曲
1. 未来 [5:07]
作詞：MILAI、作曲：山口一久、編曲：山口一久 & LEGOLGEL
  - NHK教育テレビアニメ『コレクター・ユイ』第1期エンディングテーマ[4]
2. Wish [4:42]
作詞：有森聡美、作曲：SEI、編曲：LEGOLGEL & T.J
3. 未来 -INSTRUMENTAL- [5:07]